# Fjodor III av Ryssland
Fjodor III Romanov, född 9 juni 1661, död 7 maj 1682, var son till Aleksej Romanov och en rysk tsar, regent mellan 1676 och 1682.

## Biografi
Fjodor III efterträdde 1676 sin far som tsar. Han saknade inte kunskaper och begåvning, men var svag och sjuklig. Han stod under starkt inflytande av sin gamla barnsköterska Anna Khitrovo. Styrelsen överläts åt andra som Artamon Matvejev, medlemmar av familjen Miloslaviskij, Alexej Lichatjev och Ivan Jazykov, vilka dock skötte regeringen på ett i stort sett förtjänstfullt sätt. 
Gentemot Polen och Turkiet, mot vilka ett framgångsrikt krig fördes, hävdades med kraft de ryska anspråken på Ukraina, och genom avskaffandet av den avvita rangordningen vid ämbetstillsättningar januari 1682 gjordes ett betydande framsteg. Vetenskap och konst uppmuntrades, undervisningsanstalter grundades och landet öppnades mer än förut för västerländsk kultur.

## Familj
Gift först (1680) med Agafja Grusjetskaja och sedan (1682) med Marfa Apraxina.

## Galleri

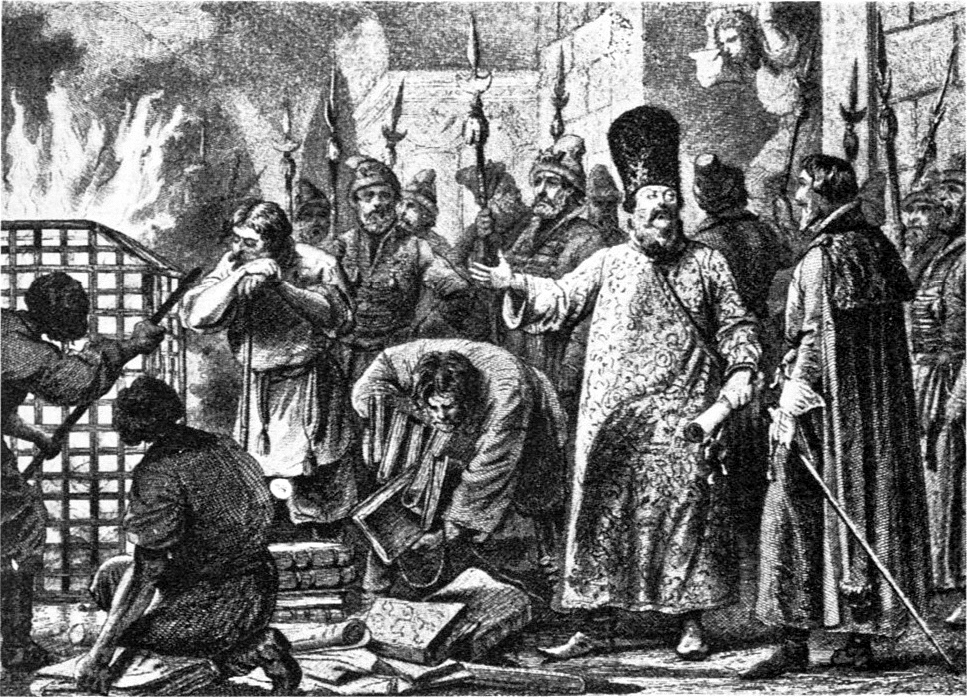
Fjodor III sätter adelns böcker i flammor